# Privatbrauerei Gaffel
La Privatbrauerei Gaffel Becker & Co. OHG est une brasserie à Cologne.

## Histoire
Le nom Gaffel Kölsch est dérivé de la Gaffel de Cologne, association de citoyens originaire d'une ou plusieurs guildes de la ville fondée en 1396. Il désignait aussi dans le vieux kölsch une pique à deux dents que les marchands de Cologne ont apportée de Venise au XIe siècle. Avec la lettre d'association du 14 septembre 1396, première constitution démocratique de la ville de Cologne, le total de 22 gaffel a valeur de conseil municipal et désigne même le bourgmestre, des Schöffe et des juges. Leurs réunions nocturnes régulières sont complétées par des repas, où ils sont assis dans le plus ancien bâtiment de l'Alter Markt, la Gaffel Haus.
La brasserie et restaurant Zum Leysten, mentionnée pour la première fois en 1302, est officiellement gérée sous le nom de «braxatoria supra Monticulum», c'est-à-dire «la brasserie au-dessus de la colline», où se trouve aujourd'hui Gaffel-Brauhaus sur Eigelstein 41-43. La brasserie rouvre en 1822 par Gottfried Joseph Schumacher sous le nom de Zum Brusselser Hof. Schumacher dirige la brasserie jusqu'en 1857. Après sa mort, ses frères et sœurs dirigent la brasserie jusqu'à ce qu'ils la vendent à Reinhard Joseph Appel en 1859. Sa veuve a continué à diriger Zum Brusselser Hof jusqu'en 1874. Dans la période suivante, jusqu'en 1888, la maison n'est qu'un restaurant. Le brasseur Adam Lenzen y exploite une petite brasserie pendant un certain temps. Ensuite, il fonctionne comme un restaurant et un commerce de bière sous le nom de Glückauf Brauerei AG. Le 24 mai 1908, les frères Becker reprennent la brasserie, reconstruisent l'auberge et changent le nom en In der Gaffel. La maison a une autre rénovation en 1918 lorsque l'intérieur est redessiné avec des motifs historiques de la ville de Cologne.
Avant la Seconde Guerre mondiale, on produit 5 000 hectolitres. À la fin des années 1940, la quantité passe à 10 000 hectolitres. La brasserie privée est maintenant dans la quatrième génération et a la forme juridique d'une OHG. À partir de 1972, les frères Heinrich (1946–2017) et Johannes Becker sont conjointement associés à part entière en tant que descendants des fondateurs de l'entreprise.
Lors de l'assemblée générale du 6 décembre 2006, ils se disputent sur leurs propres augmentations de salaire et notes de frais. Heinrich Becker (participation de 47%) exclut son frère Johannes (38%) de la direction par une résolution d'actionnaire parce qu'il aurait réglé des frais de voyage privé, de divertissement et de carburant par l'intermédiaire de l'entreprise. Heinrich Becker porte plainte et son frère Johannes Becker riposte par d'autres. Le fils de Heinrich, Heinrich Philipp (directeur général depuis 2007 avec 15%) est nommé directeur général unique. 
Le 19 décembre 2013, l'Oberlandesgericht de Cologne révoque le pouvoir de gestion de Heinrich Becker et confirme la révocation du directeur général Johannes Becker. Le tribunal nomme également son fils Heinrich Philipp Becker au poste de directeur général avec un pouvoir de représentation exclusif. Dans le jugement d'appel de janvier 2015, la Cour fédérale confirme que Heinrich Becker devait démissionner de ses fonctions de directeur général et que la nomination de son fils Heinrich Philipp Becker comme directeur général est légale. Le nouveau directeur général décide en août 2014 que toute la production de bière serait relocalisée d'Eigelstein à Gremberghoven pour des raisons de capacité et de productivité. Heinrich Becker meurt le 19 janvier 2017 à l'âge de 71 ans.
Le 2 avril 2014, l'Office fédéral de lutte contre les cartels impose à Privatbrauerei Gaffel Becker & Co ainsi qu'à d'autres brasseries en Allemagne et au Verband Rheinisch-Westfälischer Brauereien e. V. des amendes pour fixation interdite des prix de la bière. Le montant légal de l'mande s'élève au total à 231,2 millions d'euros.

## Production et vente
La société est membre de la Kölner Brauerei-Verband e. V., est signataire de la Convention de la kölsch et a le droit de brasser de la kölsch.
Pour des raisons d'espace, la bière en bouteille est mise en bouteille dans la Privatbrauerei Bolten à Korschenbroich depuis 2006 et dans la Brauerei Königshof à Krefeld.
En 2013, les ventes de Gaffel Kölsch et des marques associées dépassent 480 000 hectolitres. En raison de la part de Fassbrause (84 000 hectolitres), la production record en 2004 est presque de nouveau atteinte. Malgré une baisse de 6%, Gaffel est l'un des plus grands fournisseurs de bière pression en Allemagne avec environ 60% de sa bière en bouteille.
En 2013, Gaffel détient une part de marché de 33% dans la kölsch et une part de marché de 15% dans le commerce de détail. Ainsi Gaffel est deuxième derrière Reissdorf et avant Früh.

## Diffusion
La zone de vente principale est le district de Cologne et plus largement comme le Pays de Berg, le Westerwald, l'Eifel et les régions de Bonn, Coblence, Düren et Aix-la-Chapelle. Gaffel Kölsch est présente dans les grandes villes allemandes telles que Berlin, Düsseldorf, Hambourg et Hanovre. L'exportation a lieu dans l'Union Européenne ainsi que vers la Chine, la Russie et les États-Unis.